# Gare de l'Est
A Gare de l'Est (Estação do Leste), também conhecida como Gare de Paris-Est (inicialmente chamada de Gare de Strasbourg, Estação de Estrasburgo), é uma das seis principais estações ferroviárias terminais da rede da SNCF em Paris. Ela está localizada no quartier Saint-Vincent-de-Paul, no 10.º arrondissement, não muito longe da Gare du Nord. Sua fachada fecha a perspectiva do eixo norte-sul, perfurado pelo barão de Haussmann e constituída principalmente pelo boulevard de Strasbourg.
Com mais de trinta milhões de passageiros por ano, é a quinta estação de Paris. Sua atividade, que tinha sido enfraquecida pela criação do RER E, tem aumentado desde o lançamento do TGV Est, com um excedente de 22 % dos viajantes das grandes linhas.
A estação é a obra do arquiteto François-Alexandre Duquesney e do engenheiro Pierre Cabanel de Sermet; o vértice do frontão oeste é adornado com uma estátua do escultor Philippe-Joseph Henri Lemaire, representando a cidade de Estrasburgo, enquanto que uma escultura incluindo Verdun, a obra do escultor Henri Varenne, adorna o frontão leste.
Uma remodelação da gare de l'Est foi acompanhada pelo lançamento do TGV Est em 2007.

## História

As diferentes áreas de influência em função da estação de origem, a da Gare de l'Est está em vermelho.

No momento da criação da rede nacional, houve uma oposição entre as empresas ferroviárias, que pretendiam limitar os custos operacionais usando uma única estação para servir várias linhas e os engenheiros do Estado que estimavam que as estações separadas melhoravam a qualidade da operação. Para a linha Paris – Estrasburgo, a decisão de criar uma estação separada da Gare du Nord foi em particular defendida pelo engenheiro Cabanel de Sermet. A estação não é localizada no leste de Paris, porque a linha de Estrasburgo contorna pelo norte o terreno que se estende de Belleville (Sena), Romainville a Fontenay-sous-Bois. Durante as discussões sobre o traçado da linha Paris-Estrasburgo, houve também a questão de chegar à Gare d'Austerlitz ou à Gare de Lyon.
Ele foi construída no limite de urbanização, no sítio do Enclos Saint-Laurent. A Gare de l'Est foi inaugurada em 1849 pela Compagnie de Paris à Strasbourg, sob o nome de "embarcadère de Strasbourg" (cais de Estrasburgo).

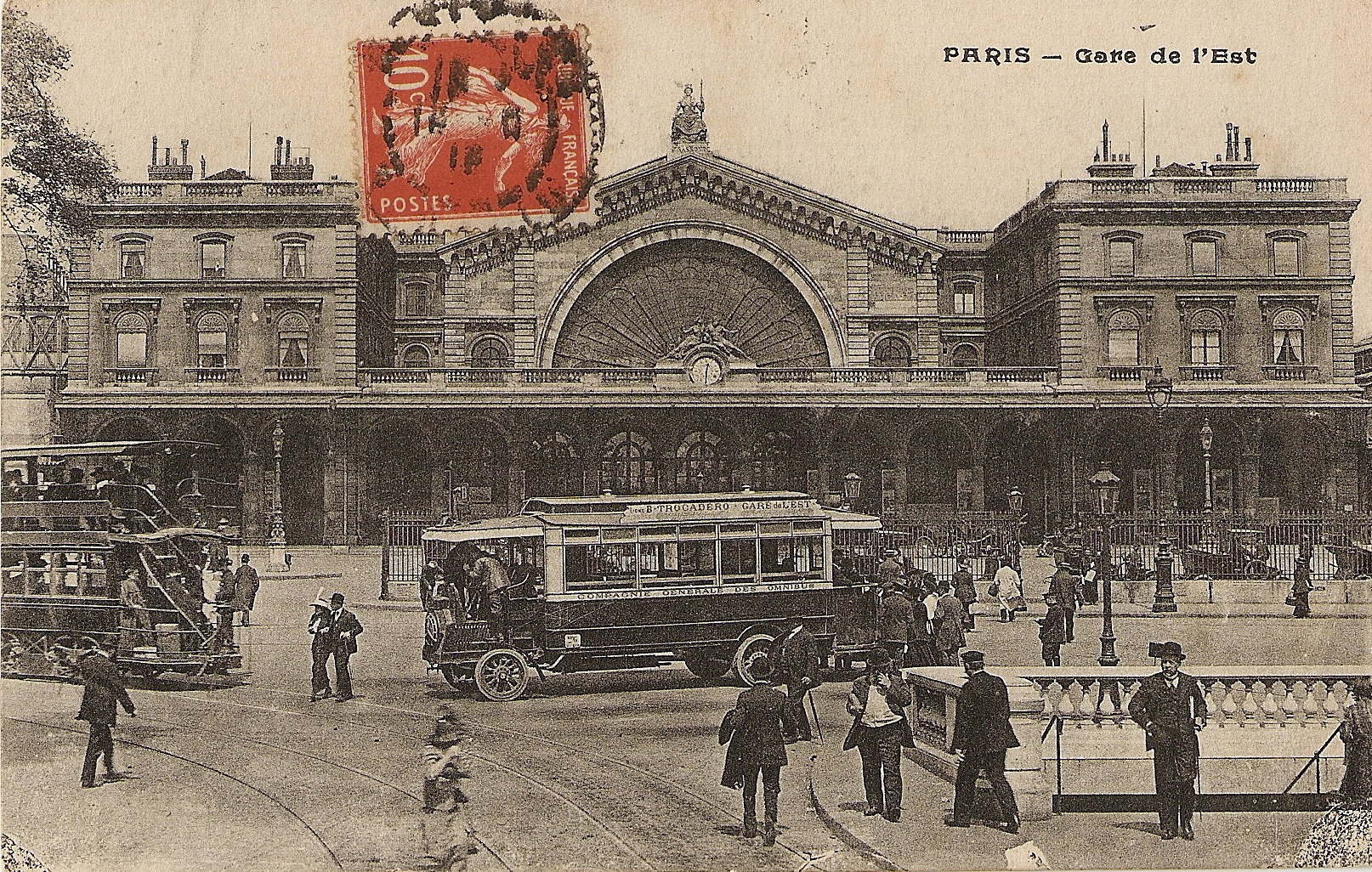
A Gare de l'Est no início do século XX.
Em frente à estação estão:
- um ônibus linha B (Trocadéro – Gare de l'Est) da CGO;
- a entrada principal da estação do Metrô de Paris;
- um tramway elétrico de dois andares, sem dúvida também da CGO.

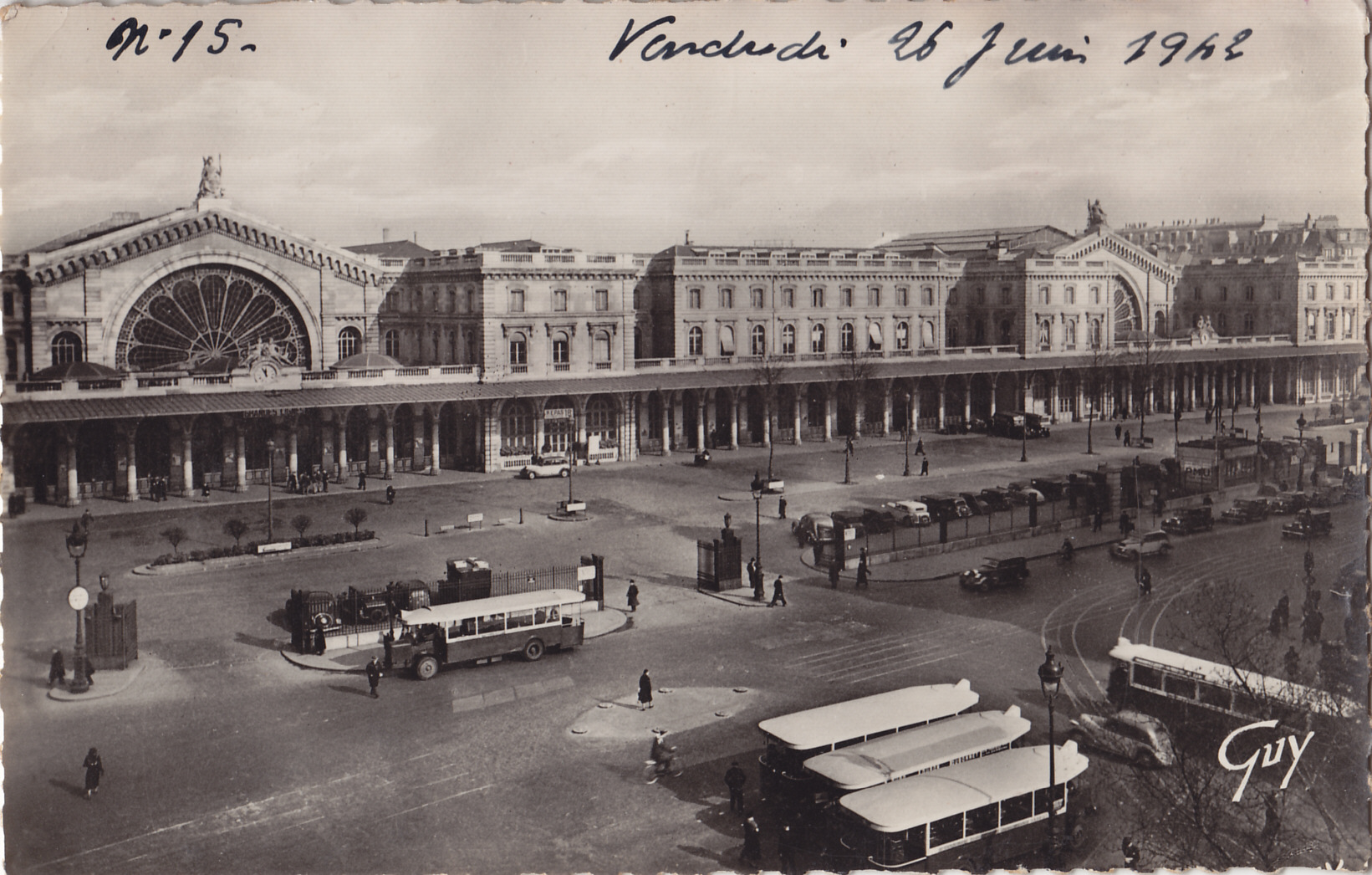
Fachada da estação, no final da década de 1930. Os ônibus têm tomado o lugar do bonde, onde ainda pode se ver os trilhos.

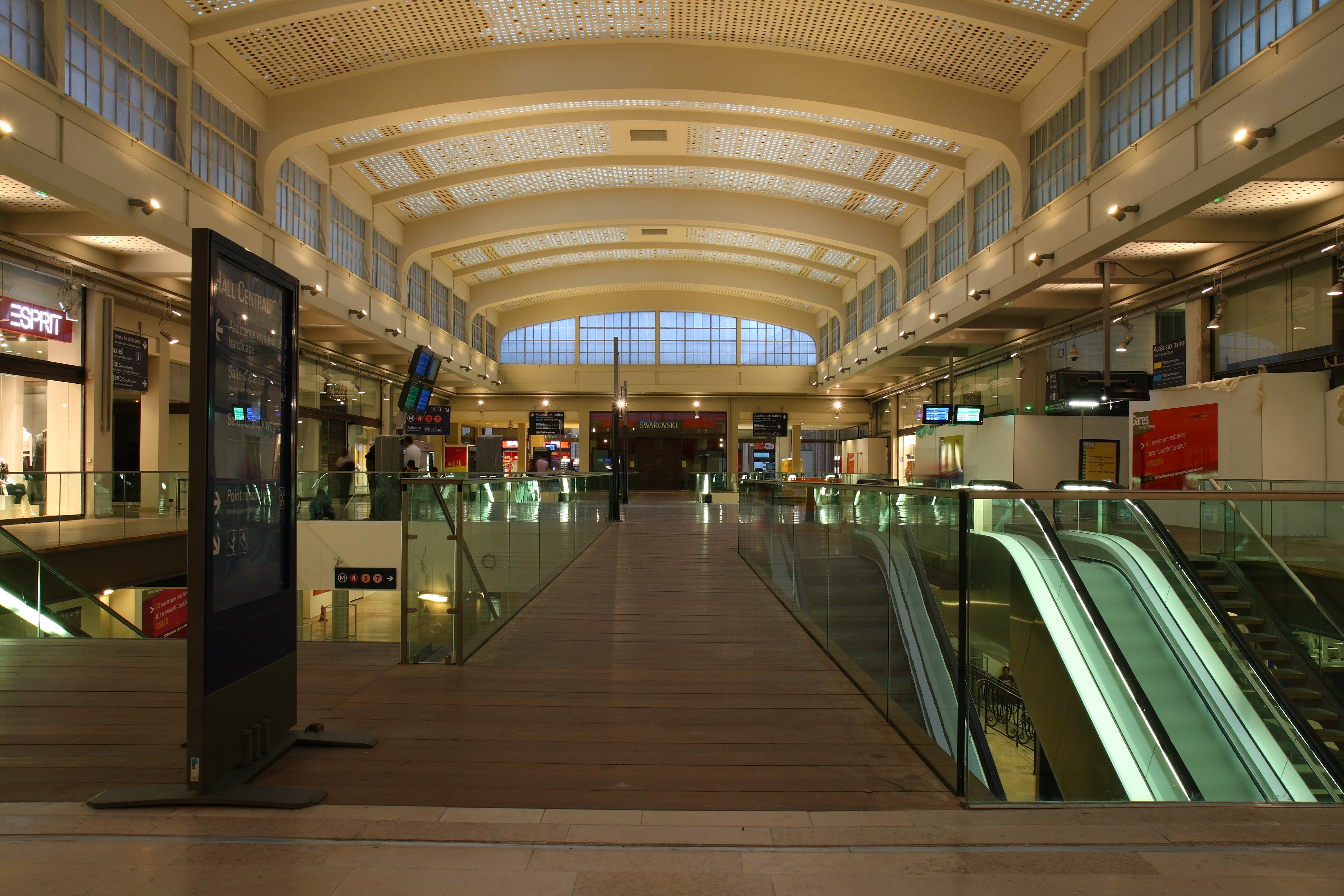
Hall de correspondência com o metrô.

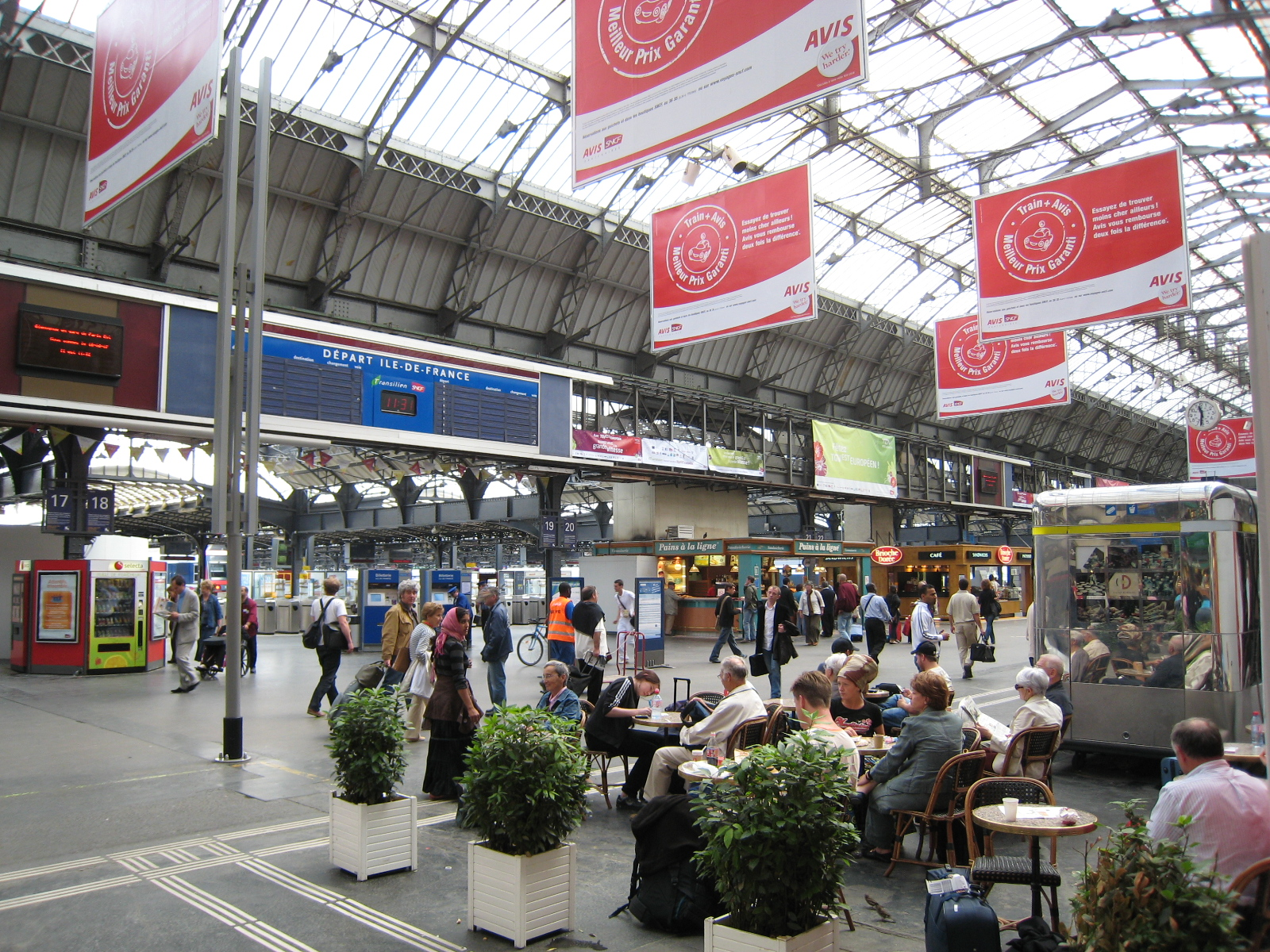
Hall de espera da Gare de l'Est (em obras em 2007).

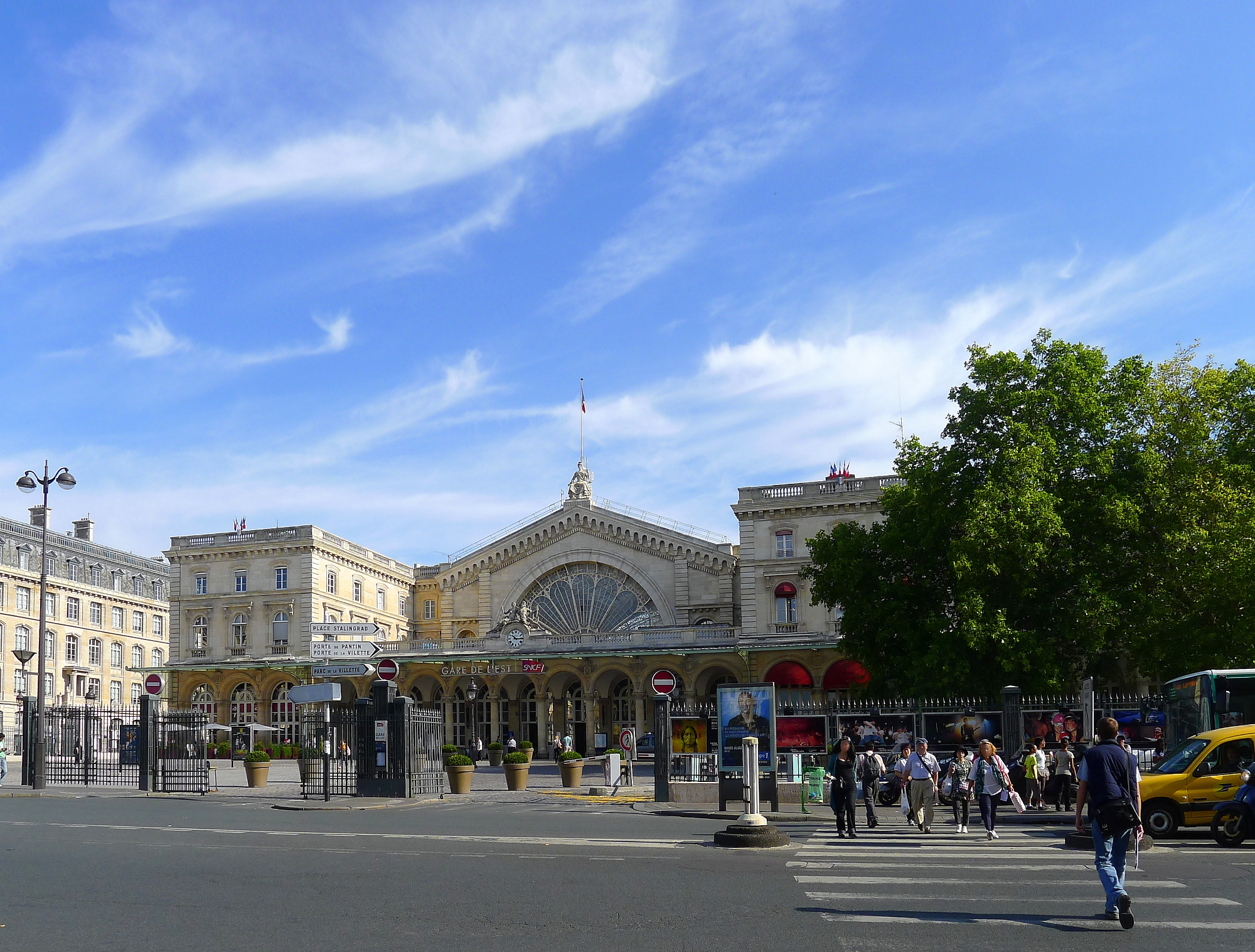
Entrada da estação em 2011 com a place du 11-Novembre-1918 e a rue du 8-Mai-1945.

Ela incluía duas vias de plataforma penetrando em um grande salão. Esta parte mais antiga corresponde ao hall Grandes Lignes atual (metade oeste da estação). Seus planos são devido ao arquiteto François-Alexandre Duquesney e ao engenheiro Pierre Cabanel de Sermet ; a obra, que custou dezoito milhões de francos, iniciou-se em 1847, e o presidente Luís Napoleão Bonaparte (futuro Napoleão III), a inaugurou em 1850. Ela vai levar o nome da "Gare de l'Est" em 1854, depois de uma primeira expansão, devido à entrada em funcionamento da linha de Mulhouse incluindo a companhia, tornada Compagnie des chemins de fer de l'Est, recebeu a concessão. Esta expansão se estendeu sobre uma parte das terras dos Irmãos da doutrina cristã e levou ao desaparecimento do mercado de forragem de Saint-Martin e da maior parte do impasse des Abattoirs (o resto, a oeste da rue d'Alsace, foi integrado à rue de Dunkerque). A estação contava então com quatro vias de plataforma, incluindo duas novas no exterior do hall, e a linha foi em si duplicada, de duas a quatro vias, até a bifurcação de Noisy-le-Sec, ponto onde as linhas de Estrasburgo e de Mulhouse se separam. Ela conhece significativas transformações em 1885 e em 1900. Nesta data, as dezesseis vias de plataforma são escalonadas e não penetram mais no hall.
Finalmente, entre 1926 e 1931, ela é dividida sobre os planos do arquiteto-chefe da "Compagnie des chemins de fer de l'Est", Jules Bernaut, tendo sua aparência atual. A parte nova situada a Leste é simétrica à primeira. A estação contava então com trinta vias de plataforma. Esta expansão leva a uma profunda mudança do bairro.
Em 4 de outubro de 1883, a Gare de l'Est é o local de partida do primeiro Expresso do Oriente para o destino de Constantinopla.
Esta estação, cabeça de uma linha estratégica para o leste da França é também um passo significativo das grandes mobilizações, e isso no início das duas guerras mundiais (1914 e 1939). No âmbito do programa de defesa passiva, um posto de regulação subterrânea foi construída sob as vias 2 e 3, pouco antes da Segunda Guerra Mundial, para assegurar a continuidade do serviço em caso de bombardeio. Ele permite abrigar até 70 pessoas, sobre uma superfície de 120 m2. Este bunker foi concluído em 30 de março de 1941, pelos Alemães.
Para enganar os aviões inimigos que talvez bombardeariam a capital, o estado-maior francês imaginou um projeto de réplica de Paris. Este projeto não saiu em razão do final do conflito; no entanto, as estruturas supostas a representar a Gare de l’Est foram colocadas no lugar no nordeste de Paris.
No hall Grandes Lignes, uma pintura monumental, Le Départ des poilus, août 1914, oferecido pelo artista americano Albert Herter, "em memória de seu filho morto" na frente do inimigo em 1918, perto de Château-Thierry (em Aisne), foi exposto desde 1926 na presença do marechal Joffre. Esta pintura monumental de cinco metros de altura e doze de comprimento, lançado no início de março de 2006 ao ser transferido, em vista de sua restauração, à Cité du train de Mulhouse, foi reinstalado em 2008.
Em 1962, é lançada a eletrificação 25 kV – 50 Hz da seção Paris-Gare de l'Est – Château-Thierry da linha Paris – Estrasburgo.
A estação, por suas fachadas e coberturas, bem como os dois salões de chegada e de partida, é objeto de uma inscrição ao título dos Monumentos históricos desde 28 de dezembro de 1984. Ela tem sido reputada como a mais bela do mundo, pela sua estética e suas qualidades técnicas.
A SNCF tem renovado a estação por uma despesa de sessenta milhões de euros por ocasião da chegada do trem de alta velocidade. O coração da estação, uma vez que se destinam exclusivamente para o manuseio de bagagem, se tornou uma passarela intermodal com a estação de mesmo nome do Metrô de Paris, ela também renovada para a ocasião. Esta renovação foi premiada com um Brunel Award em 2008.
Esta novidade pode afetar o público: os viajantes do TGV têm, no geral, um maior poder de compra que o dos viajantes do subúrbio Leste ; a SNCF mesmo já planeja uma expansão da área comercial da estação de três mil e duzentos a cinco mil e quinhentos metros quadrados.
Em 2010, no âmbito do ano da França-Rússia, e na ocasião da chegada do Moscou express Paris-Moscou, ela é geminada com a Estação da Bielorrússia em Moscou. O buffet da Gare de l'Est é novamente instalado no antigo conjunto de estilo Art-déco é operado pelo groupe Flo e propõe, em particular, especialidades alsacianas.

## Serviço de passageiros
A gare de l'Est constitui um pólo de intercâmbio, com:
- o metrô:
  - na estação Gare de l'Est, e é servida pelas linhas 4, 5 e 7,
  - na estação de Château-Landon, servido pela linha 7;
- a rede de ônibus RATP e o ônibus Noctilien, nas paradas Gare de l'Est (localizado ao sul — na rue-du-8-Mai-1945 — e a leste — na rue du Faubourg-Saint-Martin, a partir da estação).

Além disso, a pé pela via pública, onde é possível chegar rapidamente:
- a Estação de Magenta (através da rue d'Alsace e da rue l'Aqueduc), servida pela linha E do RER;
- a Gare du Nord (através da rue d'Alsace e da rue de Dunquerque), servida pela linha B e a linha D do RER, a linha H e a linha K do Transilien, o TER Picardie, os trens Intercités Grand bassin parisien nord, os TGV Nord-Europe, bem como os trens de alta velocidade internacionais Thalys e Eurostar.

## Projetos
É previsto para se criar um serviço de transporte CDG Express, que ligaria as atuais plataformas 1 e 2 à estação do Aéroport Charles-de-Gaulle 2 TGV em cerca de vinte minutos.